# Margaretha Wikholm
Margaretha Wikholm, född Cecilia Margaretha Holmquist 23 maj 1949. svensk skådespelare och regissör. Började sin karriär vid Norrbottensteatern i Luleå. Margaretha Wikholm har främst varit verksam på Oktoberteatern i Södertälje. Tillhör Teateralliansen. Är gift med Janke Wikholm och har tre vuxna barn tillsammans med honom, Andreas, Johan och Kristina. Familjen är numera bosatt på Lidingö.

## TV/filmproduktioner
- Ett äktenskap i kris (1990)
- Stockholm Maraton (1994)
- Vendetta (1995)
- Vildängel (1997)
- De sysslolösa (2000)
- Höök (2007)
- Pokerface (2008)
- Skadat barn (2009)